# 崇教寺 (昔阳)
昔阳崇教寺位于中国山西省昔阳县城内北隅，2006年被列为第六批全国重点文物保护单位。
崇教寺始建于北宋熙宁二年（1069年），明洪武十四年（1381年）与寿圣寺并称北寺。寺坐北朝南，占地550平方米，现存前殿、后殿、东西配殿，四殿相连，围成一个四合院。前殿和后殿面阔五间，进深六椽，单檐歇山顶，斗栱五铺作单抄单下昂、单栱计心造，梁架结构为六椽栿前后劄牵用四柱。东西配殿面阔三间，进深一间，斗栱五铺作。